# Henrik Becker-Christensen
Henrik Becker-Christensen (* 11. Februar 1950 in Vejle) ist ein dänischer Historiker mit Forschungsschwerpunkt auf dem Zusammenleben von Minderheiten und Mehrheiten im deutsch-dänischen Grenzland. Von 1998 bis 2017 fungierte er als Generalkonsul des Königreiches Dänemark in Flensburg.

## Leben
Becker-Christensen studierte an der Universität Aarhus und erhielt dort 1974 Cand.phil., sowie 1977 einen Magisterkonferens in Geschichte. 1990 promovierte er an der Universität Odense zum Doctor philosophiæ.
Von 1976 bis 1998 arbeitete Becker-Christensen am Institut für Grenzregionsforschung tätig und war in dieser Zeit von 1992 bis 1998 dessen Direktor. In dieser Funktion hatte er 1994 von dem Staatskanzlei in Kopenhagen und dem Bundesinnenministerium den Auftrag erhalten, das Hauptgutachten für die Gründung des Europäischen Zentrums für Minderheitenfragen in Flensburg zu schreiben.
1998 wurde er Generalkonsul des Königreiches Dänemark in Flensburg und folgte damit H. P. Clausen nach. Diesen Posten bekleidete er bis Ende August 2017. Becker-Christensens unerwartete Abberufung war eine Folge der Bildung der neuen Regierung aus Venstre, Det Konservative Folkeparti und Liberal Alliance 2016. Der bisherige Minister für Kultur und Kirche Bertel Haarder sollte dem zukünftigen Kabinett nicht mehr angehören. Stattdessen bot ihm Ministerpräsident Lars Løkke Rasmussen den Posten des dänischen Generalkonsuls in Flensburg an, was Haarder akzeptierte. Als er jedoch erfuhr, dass Becker-Christensen für ihn seinen Posten nach 19 Jahren räumen sollte, zog Haarder seine Zustimmung den Posten zu übernehmen zurück. Neuer Generalkonsul wurde schließlich Kim Andersen.
Im August 2017 wurde ihm für seine Verdienste um die deutsch-dänische Zusammenarbeit sowie das Land Schleswig-Holstein der Verdienstorden des Landes Schleswig-Holstein verliehen.
Becker-Christensen ist seit 2000 Honorarprofessor an der Syddansk Universitet.

## Veröffentlichungen
- Skandinaviske drømme og politiske realiteter: den politiske skandinavisme i Danmark 1830–1850. 1981.
- Det tyske mindretal i Nordslesvig 1920–32. 2 Bände. 1990.
- Byen ved grænsen. Tønder 1920–1970. Institut for Grænseregionsforskning, 1993, ISBN 87-87637-85-5.
- Protektionisme og reformer 1660–1814. (= Dansk toldhistorie. Band II). 1998, ISBN 87-87796-10-4.
- mit Ulrich Lange (Hrsg.): Geschichte Schleswigs. Vom frühen Mittelalter bis 1920. Institut for Grænseregionsforskning, Aabenraa 1998, ISBN 87-90163-74-5.